# Antoni Surowiecki
Antoni Surowiecki (ur. 7 czerwca 1857 w Budach Głogowskich, zm. 6 listopada 1944 w Tarnobrzegu) – polski działacz społeczny, adwokat i wieloletni burmistrz Tarnobrzega. 

## Życiorys
Antoni Surowiecki urodził się 7 czerwca 1857 roku w Budach Głogowskich, gdzie jego ojciec był zarządcą folwarku. Ukończył gimnazjum im. Stanisława Konarskiego w Rzeszowie. Studiował prawo na Uniwersytecie Jagiellońskim w Krakowie. 
W 1888 roku osiedlił się w Tarnobrzegu, gdzie założył kancelarię adwokacką. Rozgłos jako adwokat zyskał, reprezentując Wojciecha Wiącka w sprawie przeciw Mojżeszowi Kanarkowi (Kanarek oskarżył Wiącka o wykorzystywanie swoich układów politycznych do odpłatnego wyrabiania koncesji szynkarskich). W sądzie obwodowym w Rzeszowie sprawa została wygrana przez Wiącka i Surowieckiego; wyrok rzeszowskiego sądu został następnie podtrzymany przez Trybunał Najwyższy w Wiedniu. 
W 1895 roku proponowano Surowieckiemu kandydaturę w uzupełniających wyborach do Sejmu (po śmierci Jana Dzierżysława Tarnowskiego), ale odmówił. W 1896 roku został wybrany członkiem rady powiatowej, w której został przewodniczącym Koła Włościańskiego. Jako radny Antoni Surowiecki zwracał szczególną uwagę na kwestie oświatowe. Z jego inicjatywy w 1899 roku powstała Szkoła Przemysłowa 
Uzupełniająca w Tarnobrzegu, a w roku 1901 Powiatowe Biuro Pracy. Surowiecki był członkiem Stronnictwa Ludowego, a przez pewien czas zasiadał w jego radzie nadzorczej. 
W latach 1899–1905 roku był komisarycznym burmistrzem Tarnobrzega. Za jego rządów miasto zostało skanalizowane i oświetlone lampami gazowymi. W październiku 1918 wchodził w skład Powiatowego Komitetu Samoobrony. W okresie międzywojennym kilkukrotnie sprawował funkcję burmistrza Tarnobrzega. Był wówczas związany z endecją (przyjaźnił się z Romanem Dmowskim). We wrześniu 1939 po raz drugi objął funkcję komisarycznego burmistrza Tarnobrzega. W trakcie okupacji niemieckiej rozwinął tajną działalność w Stronnictwie Narodowym i Narodowej Organizacji Wojskowej. 
Antoni Surowiecki zmarł 6 listopada 1944. Został pochowany na tarnobrzeskim cmentarzu komunalnym.

## Inicjatywy społeczne
Surowiecki prowadził wiele działań charytatywnych. Jako adwokat często nieodpłatnie pomagał swoim klientom. Pełnił również funkcję redaktora Głosu Ziemi Sandomierskiej
Był delegatem Krakowskiego Towarzystwa Oświaty Ludowej, założycielem kółek rolniczych i sieci czytelni w powiecie tarnobrzeskim. W 1889 roku założył pierwszą czytelnię w Tarnobrzegu, w 1894 kolejną, zwaną Czytelnią Mieszczańską. 
Utworzył w powiecie Kasę Oszczędności i Pożyczek systemu Raiffeisena (sam Surowiecki był członkiem jej zarządu), jedną z pierwszych tego rodzaju z Galicji, a następnie pomagał w stworzeniu Spółkowych Kas Oszczędności i Pożyczek. Z inicjatywy w powiecie tarnobrzeskim powstało kilka ochotniczych straży ogniowych. Był on również inicjatorem akcji osuszania bagien. Przyczynił się do założenia Parowej Fabryki Stolarskiej w Tarnobrzegu oraz szkoły przemysłowo-handlowej dla chłopców kupieckich i rzemieślniczych. Dzięki jego staraniom w Tarnobrzegu powstało Stowarzyszenie Chrześcijańskich Kupców. Pomagał w zawiązaniu Spółki Mleczarskiej i Piekarskiej w Machowie oraz Sokoła Włościańskiego w Machowie. 
Oprócz tego był członkiem komitetu budowy pomnika Bartosza Głowackiego w Tarnobrzegu, brał udział w zbiórce na dar narodowy dla poety Ferdynanda Kurasia w Dzikowie

## Upamiętnienie
- W Tarnobrzegu znajduje się plac Antoniego Surowieckiego[11], który otrzymał swoją nazwę we wrześniu 1990[1]
- Wojciech Wiącek opisał działalność Antoniego Surowieckiego w swojej książce Z dziejów człowieka zasłużonego[2].